# Folsomia picea
Folsomia picea är en urinsektsart som beskrevs av Christiansen och Tucker 1977. Folsomia picea ingår i släktet Folsomia och familjen Isotomidae. Inga underarter finns listade i Catalogue of Life.